# USS Indianapolis (CA-35)
«Индианаполис» (англ. USS Indianapolis, CA-35) — американский тяжёлый крейсер типа «Портленд».
Потоплен 30 июля 1945 года в результате торпедирования подводными лодками Японии. Катастрофа крейсера вошла в историю ВМС США как наиболее массовая гибель личного состава (883 человека) в результате одного затопления.
«Индианаполис» стал последним крупным кораблём ВМС США, потопленным во Второй мировой войне.

## Строительство
Заказан для флота США в 1930 году, стал вторым и последним кораблём в серии тяжёлых крейсеров типа «Портленд». Изначально проектировался как лёгкий с обозначением CL-35, но 1 июля 1931 года в соответствии с Лондонским морским соглашением был переклассифицирован в тяжёлые со сменой номера на СА-35.
Вся серия из восьми кораблей проектировалась в качестве лёгких крейсеров как развитие крейсеров типа «Нортхэмптон», но достроены были всего два корабля (остальные шесть вместе с полученными наработками во время строительства были закончены как новый тип крейсеров — «Нью-Орлеан»).
Заложен 31 марта 1930 года корпорацией New York Shipbuilding, спущен на воду 7 ноября 1931 года (почти на полгода ранее, чем заложенный раньше первый корабль серии — «Портленд»). Принят на службу 15 ноября 1932 года.

## Служба

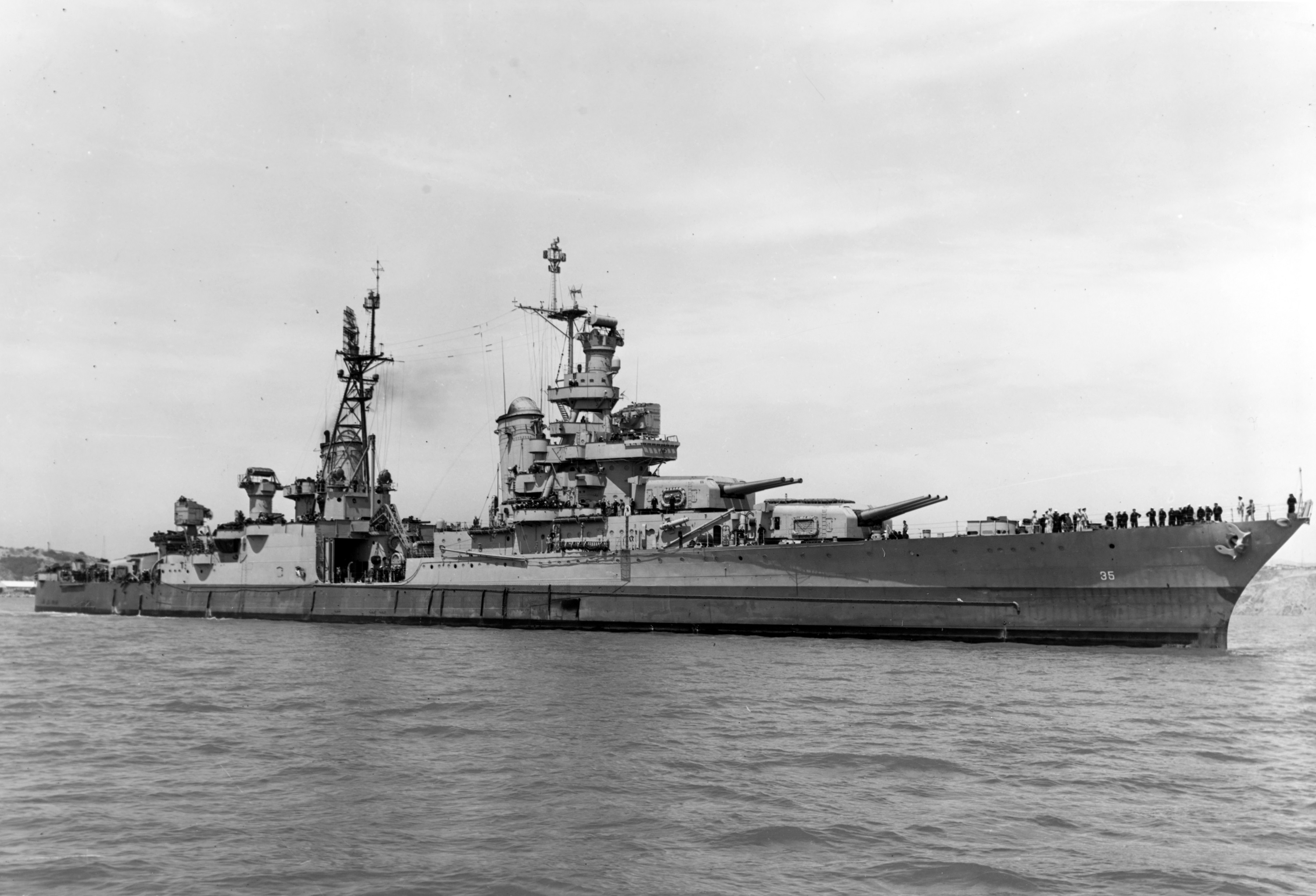

За время службы крейсер получил 10 боевых звёзд за участие в боях Второй мировой войны.
30 июля 1945 года, вскоре после выполнения миссии по доставке критически важных частей первой атомной бомбы «Малыш» на базу ВВС США на острове Тиниан, корабль был торпедирован подводной лодкой I-58 Императорского флота Японии. Корабль затонул через 12 минут. Из 1197 человек на борту около 300 утонули вместе с кораблём. Примерно 880 человек осталось на поверхности океана с несколькими спасательными шлюпками без еды и воды. За 4 дня, проведённых в воде, выжившие столкнулись с обезвоживанием, гипотермией, нападениями акул и сильными галлюцинациями. По некоторым оценкам около 60-80 моряков погибло из-за нападений акул, это считается одной из крупнейших акульих атак. Помощь пришла только 2 августа, когда плавающих заметил патрульный самолёт PV-1 Ventura. Прибывшим спасателям удалось поднять только 321 моряка, из которых четверо вскоре скончались.

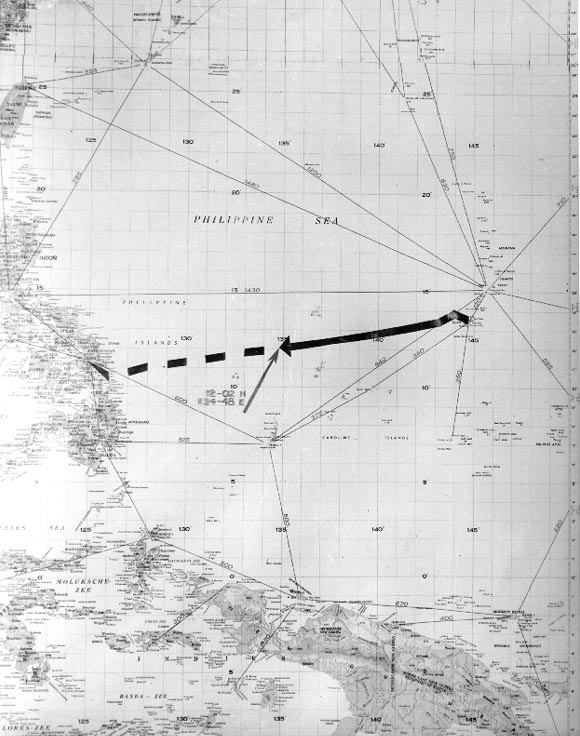
Маршрут последнего похода

Перед затоплением «Индианаполис» посылал сигналы бедствия, которые были приняты на трёх станциях. Ни одна из них не среагировала на сообщение: командир первой был пьян, командир второй приказал подчинённым не беспокоить его, а командир третьей решил, что это обман японцев. На слушаниях в Сенате в 1999 году радист корабля подтвердил, что сигнал был передан за несколько минут до затопления. Также вскоре после случившегося морская разведка перехватила сообщение о потопленном в районе маршрута «Индианаполиса» крейсере, переданное с I-58 в штаб, но оно также было проигнорировано.
18 августа 2017 года обломки крейсера были обнаружены исследовательской группой, деятельность которой финансировал Пол Аллен, на дне Тихого океана на глубине свыше 5400 метров. При этом точное местоположение обломков не разглашается.

## Обвинение капитана
Капитан Чарльз Маквэй III, который командовал кораблём с ноября 1944 года, был одним среди выживших после гибели судна, в день крушения ему исполнилось 47 лет. В ноябре 1945 года он был привлечён военным трибуналом к ответственности по обвинению в «подвержении опасности корабля из-за невыполнения противоторпедных манёвров». С другой стороны были и факты того, что само командование поставило корабль в опасное положение, не обеспечив противолодочный эскорт.
Позже сам капитан атаковавшей японской подлодки I-58 Мотицура Хасимото засвидетельствовал, что даже исполнение кораблём противоторпедных манёвров не принесло бы никакого результата и корабль всё равно был бы торпедирован. С его слов он выпустил по крейсеру 6 торпед с малой дистанции, две из которых попали в цель.
Со временем адмирал флота Честер Нимиц отменил приговор Маквэя и восстановил его в должности. Маквэй ушёл в отставку в 1949 году в звании контр-адмирала. Многие выжившие с корабля утверждали, что вины капитана в гибели судна нет, в то же время некоторые члены семей погибших думали совсем наоборот. В 1968 году Маквэй застрелился из наградного револьвера.
В октябре 2000 года Конгресс США утвердил резолюцию о реабилитации Маквэя по обвинению в гибели крейсера, резолюция была подписана президентом США Биллом Клинтоном. В июле 2001 года главный секретарь Военно-морских сил США приказал очистить личное дело капитана Маквэя от каких-либо записей, обвиняющих его в гибели крейсера.